# Firebirth World Tour
Il Firebirth World Tour è il decimo tour dell'hard rock band dei Gotthard in supporto al album omonimo che è iniziato il 12 maggio 2012 a Buenos Aires ed è terminato l'8 settembre 2013 a Zurigo.
È il primo tour con il nuovo cantante Nic Maeder.

## Storia
La tournée era attesa con impazienza dai fan così come il nuovo album, a questo proposito il gruppo, in comunicato sul sito ufficiale, si è espresso così:
There will be many concerts around the world this year and we can assure you that everyone will be able to enjoy one or maybe several of the Gotthard concerts.
Have a little patience and see you on tour!»
Ci saranno molti spettacoli in giro per il mondo quest'anno e vi possiamo assicurare che ognuno di voi avrà la possibilità di assistere ad uno o più show.
Abbiate un po' di pazienza. Ci vediamo in tour!»
(Gotthard)
Il manager, Jan Bayati, in un'intervista al giornale svizzero tedesco Blick ha confermato l'eccitazione presente per questo comeback:
(Jan Bayati)
Il concerto previsto per il 14 maggio 2012 ad Antofagasta, Cile, è stato annullato a causa di necessari lavori di ristrutturazione al Statix Rock & Soccer. Si è deciso comunque di fare un altro spettacolo in sostituzione di quest'ultimo, che si è tenuto a Santiago del Cile il 15 maggio.
Il 2 giugno 2012 la band si esibisce nella Commerzbank-Arena di Francoforte, davanti a 42000 spettatori nell'ambito dello spettacolo-evento del comico tedesco di origine turca Bülent Ceylan.
Il primo concerto in patria si è svolto il 7 luglio al Moon and Stars di Locarno. Sul finale sono stati dedicati come omaggio a Steve Lee l'inedito brano The Train, suonato dal solo chitarrista Leo Leoni mentre il testo appariva sugli schermi laterali del palco, e la celeberrima Heaven, in cui si poteva ammirare il passaggio di varie immagini del defunto frontman. Il tutto è stato molto applaudito dal folto pubblico presente, più di 12000 persone.
L'11 settembre 2012 a Hiroshima, il gruppo ha concluso la sua più grande tournée della carriera in Giappone con 5 date. Hanno assistito ai concerti più di 10000 persone.
Il concerto del 7 novembre 2012 a Vosselaar in Belgio ha dovuto essere posticipato a data da definirsi a causa dell'influenza che ha colpito il cantante Nic Maeder e i cui sintomi si erano già presentati precedentemente alcuni giorni prima.

Sempre per lo stesso motivo il gruppo di supporto Unisonic non ha potuto prendere parte alle esibizioni di Langen e Ravensburg. Sono stati sostituiti dalla band heavy metal tedesca Bonfire.
Tra la fine di gennaio e l'inizio di febbraio 2013 la band è sbarcata per la prima volta sul suolo nordamericano. L'annuncio è stato fatto sul sito ufficiale nel modo seguente:
(Paul)
L'8 settembre 2013 il gruppo si è esibito all'Opernhaus di Zurigo in una festa di gala per i 25 anni di quest'ultima con un concerto acustico. È stato il primo con il nuovo cantante Nic Maeder.

## Gruppi di supporto
- Unisonic - (Russia, Spagna e Germania)
- Bonfire - (Langen e Ravensnurg, Germania)
- The Answer e Fox - (Svizzera)

## Date[12]
| Data              | Città                    | Paese       | Luogo o evento             |
| ----------------- | ------------------------ | ----------- | -------------------------- |
| Sud America       |                          |             |                            |
| 12 maggio 2012    | Buenos Aires             | Argentina   | Teatro Flores              |
| 15 maggio 2012    | Santiago                 | Cile        | La BatuTa                  |
| 16 maggio 2012    | Santiago                 | Cile        | Caupolican                 |
| 18 maggio 2012    | San Paolo                | Brasile     | HBSC Hall                  |
| 20 maggio 2012    | Città del Messico        | Messico     | Circo Volador              |
| Europa            |                          |             |                            |
| 2 giugno 2012     | Francoforte              | Germania    | Commerzbank Arena          |
| 8 giugno 2012     | Sölvesborg               | Svezia      | Sweden Rock Festival       |
| 15 giugno 2012    | Clisson                  | Francia     | Hellfest                   |
| 23 giugno 2012    | Milano                   | Italia      | Gods of Metal Festival     |
| 24 giugno 2012    | Dessel                   | Belgio      | Graspop Metal Meeting      |
| 7 luglio 2012     | Locarno                  | Svizzera    | Moon and Stars             |
| 14 luglio 2012    | Balingen                 | Germania    | Bang Your Head Festival    |
| 15 luglio 2012    | Vizovice                 | Rep. Ceca   | Masters of Rock Festival   |
| 27 luglio 2012    | Saint-Julien-en-Genevois | Francia     | Guitare en Scene           |
| 3 agosto 2012     | Avenches                 | Svizzera    | RockOZ'Arènes              |
| 24 agosto 2012    | Sopot                    | Polonia     | Sopot Festival             |
| Asia              |                          |             |                            |
| 6 settembre 2012  | Tokyo                    | Giappone    | Shibuya-AX                 |
| 7 settembre 2012  | Tokyo                    | Giappone    | Shibuya-AX                 |
| 8 settembre 2012  | Osaka                    | Giappone    | Grand Cube                 |
| 10 settembre 2012 | Nagoya                   | Giappone    | Club Diamond Hall          |
| 11 settembre 2012 | Hiroshima                | Giappone    | Club Quattro               |
| Europa            |                          |             |                            |
| 20 settembre 2012 | Schupfart                | Svizzera    | Schupfart Festival         |
| 22 settembre 2012 | Mosca                    | Russia      | Milk                       |
| 23 settembre 2012 | San Pietroburgo          | Russia      | Glav club                  |
| 9 ottobre 2012    | Montpellier              | Francia     | Rockstore                  |
| 11 ottobre 2012   | Barcellona               | Spagna      | Sala Apolo                 |
| 12 ottobre 2012   | Madrid                   | Spagna      | La Riviera                 |
| 13 ottobre 2012   | Pamplona                 | Spagna      | Sala Totem                 |
| 15 ottobre 2012   | Bordeaux                 | Francia     | Theatre Barbery            |
| 16 ottobre 2012   | Lione                    | Francia     | Ninkasi Kao                |
| 17 ottobre 2012   | Strasburgo               | Francia     | La Laiterie                |
| 19 ottobre 2012   | Lilla                    | Francia     | Le Splendid                |
| 20 ottobre 2012   | Nottingham               | Regno Unito | Firefest                   |
| 21 ottobre 2012   | Parigi                   | Francia     | La Cigale                  |
| 23 ottobre 2012   | Copenaghen               | Danimarca   | Amager Bio                 |
| 24 ottobre 2012   | Helsingborg              | Svezia      | The Tivoli                 |
| 26 ottobre 2012   | Ronneby                  | Svezia      | Klubb Ronn                 |
| 27 ottobre 2012   | Göteborg                 | Svezia      | Trädårn                    |
| 28 ottobre 2012   | Oslo                     | Norvegia    | John Dee                   |
| 31 ottobre 2012   | Filderstadt              | Germania    | FILharmonie                |
| 2 novembre 2012   | Berlino                  | Germania    | Huxleys                    |
| 3 novembre 2012   | Bochum                   | Germania    | Ruhrcongress               |
| 4 novembre 2012   | Amburgo                  | Germania    | Docks                      |
| 6 novembre 2012   | Uden                     | Paesi Bassi | De Pul                     |
| 9 novembre 2012   | Langen                   | Germania    | Stadthalle                 |
| 10 novembre 2012  | Ravensburg               | Germania    | Oberschwabenhalle          |
| 16 novembre 2012  | Bamberga                 | Germania    | Stechert Arena             |
| 17 novembre 2012  | Monaco di Baviera        | Germania    | Zenith                     |
| 19 novembre 2012  | Praga                    | Rep. Ceca   | Meet Factory               |
| 20 novembre 2012  | Vienna                   | Austria     | Gasometer                  |
| 21 novembre 2012  | Budapest                 | Ungheria    | A38                        |
| 23 novembre 2012  | Wörgl/Kundl              | Austria     | Gemeindesaal               |
| 24 novembre 2012  | Hohenems                 | Austria     | Eventcenter                |
| 25 novembre 2012  | Milano                   | Italia      | Alcatraz                   |
| 30 novembre 2012  | Coira                    | Svizzera    | Stadthalle                 |
| 1º dicembre 2012  | Berna                    | Svizzera    | Expo Halle 4.1             |
| 6 dicembre 2012   | Losanna                  | Svizzera    | Metropole                  |
| 7 dicembre 2012   | Winterthur               | Svizzera    | Eishalle Deutweg           |
| 8 dicembre 2012   | Sursee                   | Svizzera    | Stadthalle                 |
| Nord America      |                          |             |                            |
| 29 gennaio 2013   | Miami                    | Stati Uniti | 70000 Tons of Metal Cruise |
| 31 gennaio 2013   | Miami                    | Stati Uniti | 70000 Tons of Metal Cruise |
| Europa            |                          |             |                            |
| 17 luglio 2013    | Monaco di Baviera        | Germania    | Tollwood Festival          |
| 19 luglio 2013    | Tuttlingen               | Germania    | Honberg Sommer             |
| 20 luglio 2013    | Winterbach               | Germania    | Zeltspektakel              |
| 1º agosto 2013    | Geiselwind               | Germania    | 12. Bike & Music Weekend   |
| 10 agosto 2013    | Bellinzona               | Svizzera    | Rock n' Road               |
| 8 settembre 2013  | Zurigo                   | Svizzera    | Opernhaus Zürich           |

### Concerti annullati
| Data            | Città     | Paese    | Luogo o evento        | Motivo                                                                   |
| --------------- | --------- | -------- | --------------------- | ------------------------------------------------------------------------ |
| 7 novembre 2012 | Vosselaar | Belgio   | Biebob                | Cancellato a causa dell'influenza che ha colpito il cantante Nic Maeder. |
| 3 agosto 2013   | Sursee    | Svizzera | Summer Sound Festival | Cancellato a causa dell'insolvenza degli organizzatori del festival.     |

## Scaletta ufficiale
Sud America, Nord America e Giappone
1. Dream On
2. Starlight
3. Top of the World
4. Give Me Real
5. Need to Believe
6. Sister Moon
7. Master of Illusion
8. Remember It's Me
9. One Life, One Soul
10. Mountain Mama
11. Right On
12. Hush
13. Lift U Up
14. Anytime Anywhere
15. Mighty Quinn

Festival estivi in Europa
1. Intro
2. Dream On
3. Gone Too Far
4. Starlight
5. Top of the World
6. Remember It's Me
7. Sister Moon
8. Master of Illusion
9. Hush
10. One Life One Soul
11. Tell Me
12. The Story's Over
13. Mountain Mama
14. Right On
15. Lift U Up

Encore:
1. Anytime Anywhere
2. Mighty Quinn

Europa
1. Intro
2. Dream On
3. Gone Too Far
4. Starlight
5. Remember It's Me
6. Sister Moon
7. Fight
8. Hush
9. One Life, One Soul
10. The Story's Over
11. Fist in Your Face
12. Give Me Real
13. Drum solo
14. Acoustic Set (Falling / Tell Me / Heaven)
15. Mountain Mama
16. Right On
17. Lift U Up

Encore 1:
1. Master of Illusion
2. Anytime Anywhere

Encore 2:
1. Top of the World